# Чагарівка

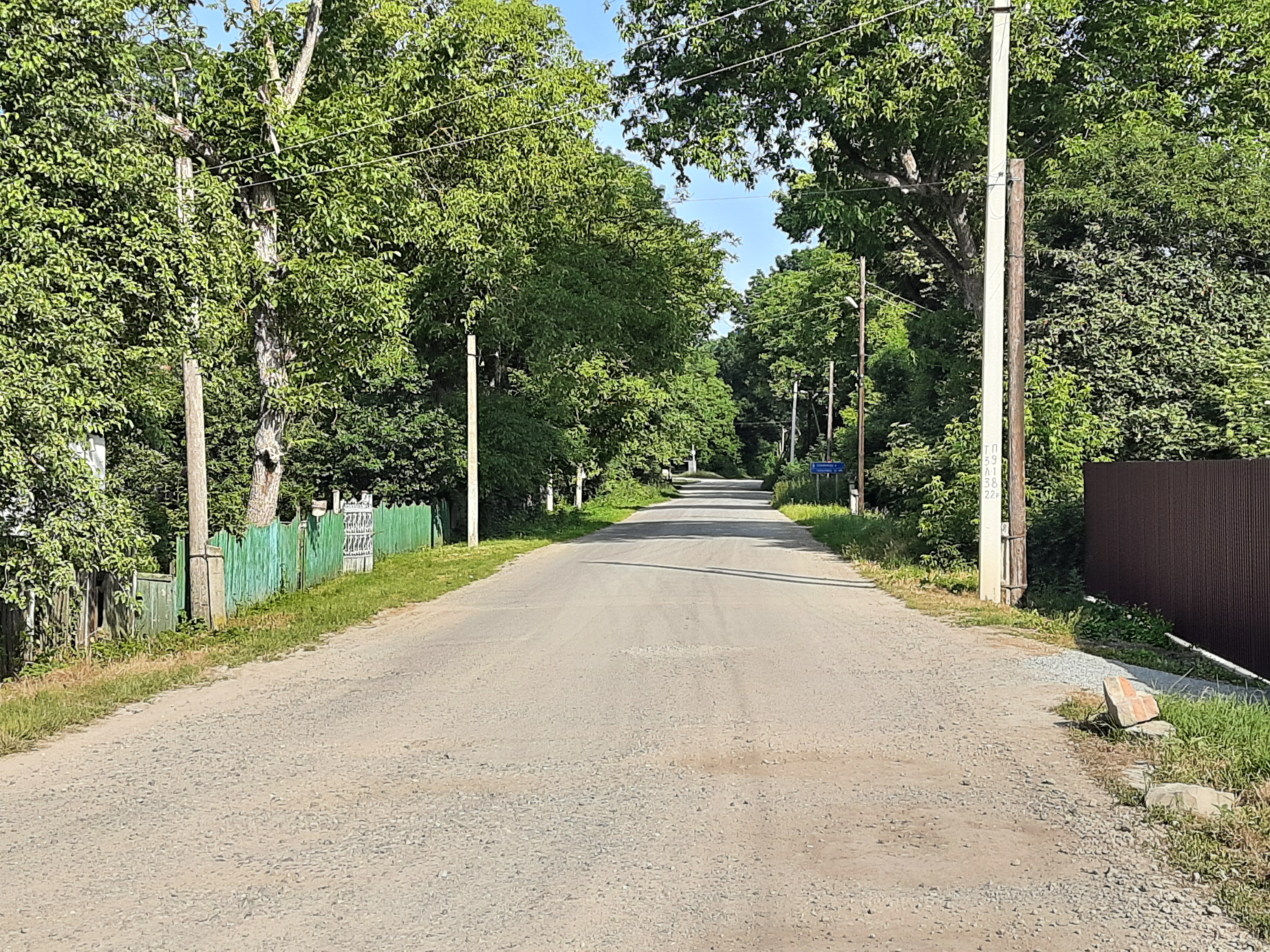
Центральна вулиця

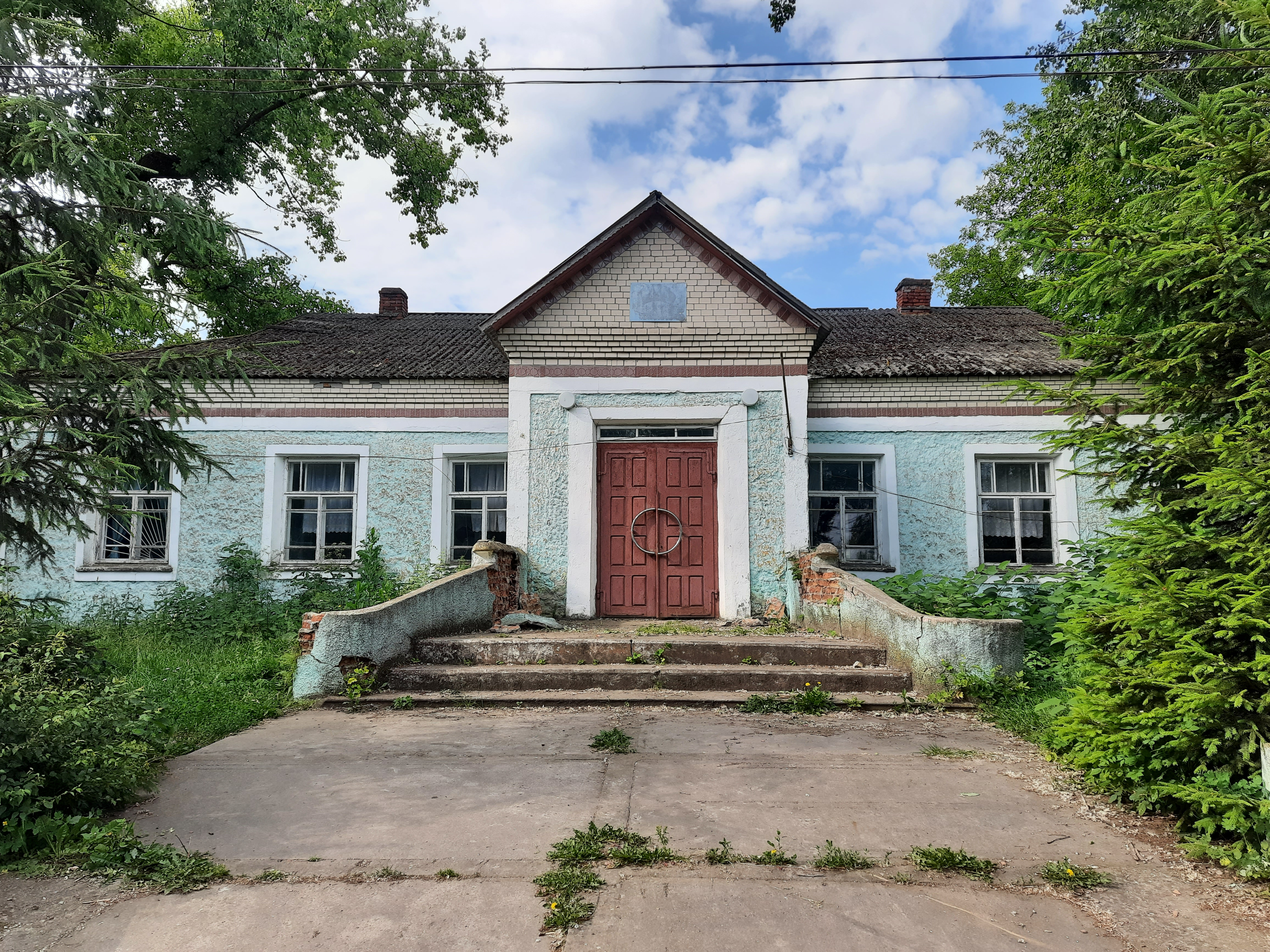
Клуб

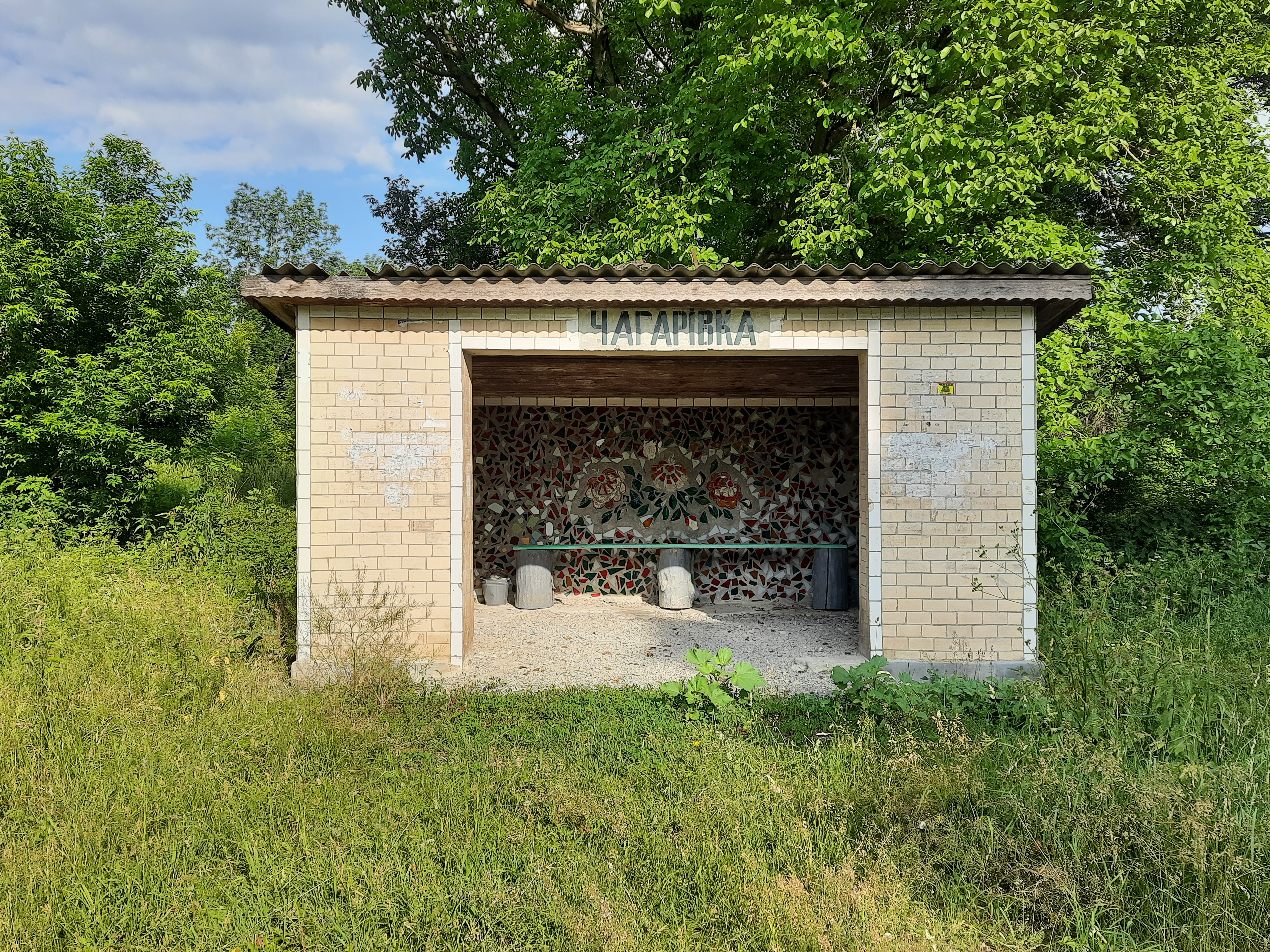
Автобусна зупинка

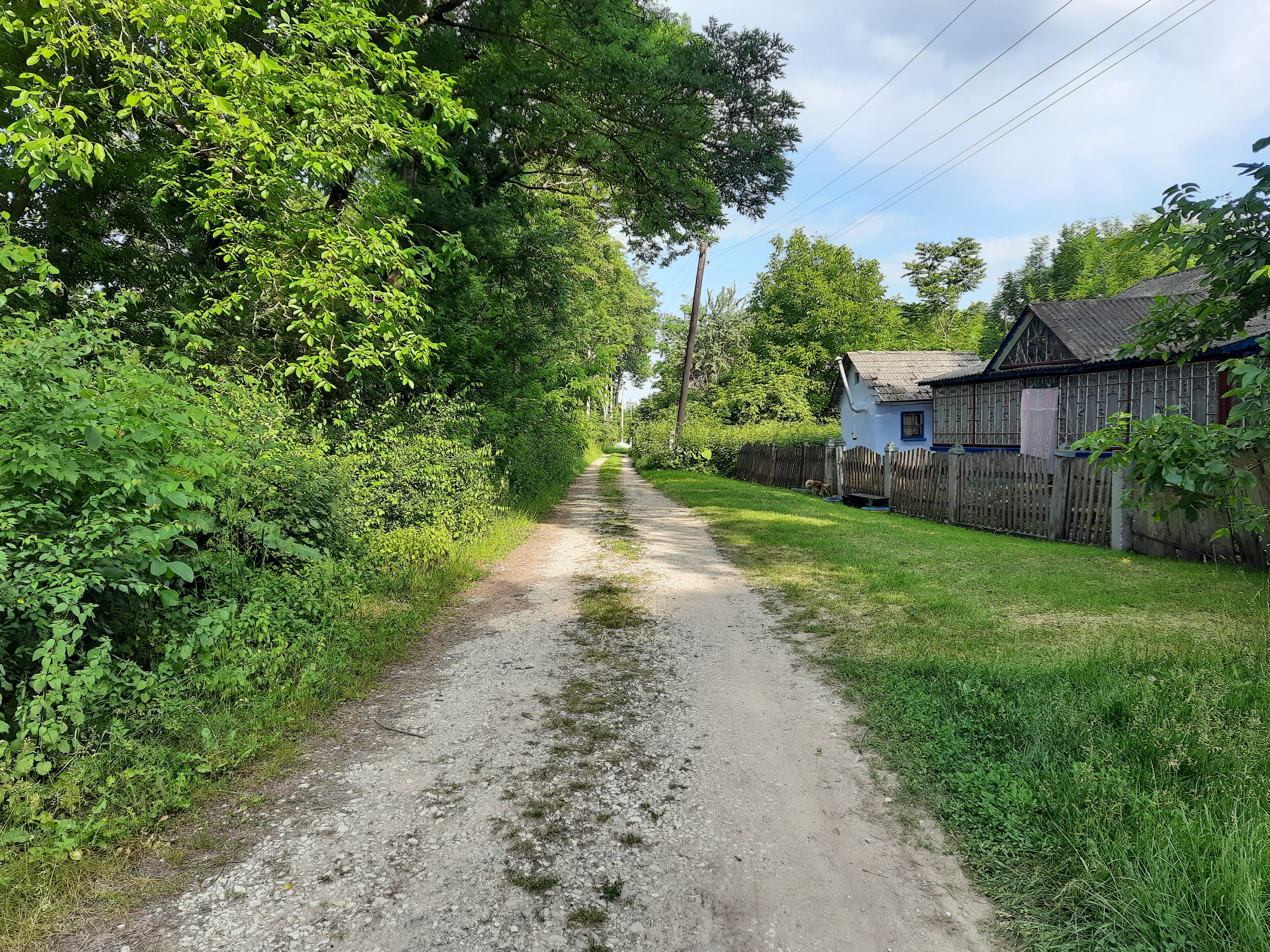
Сільська вулиця

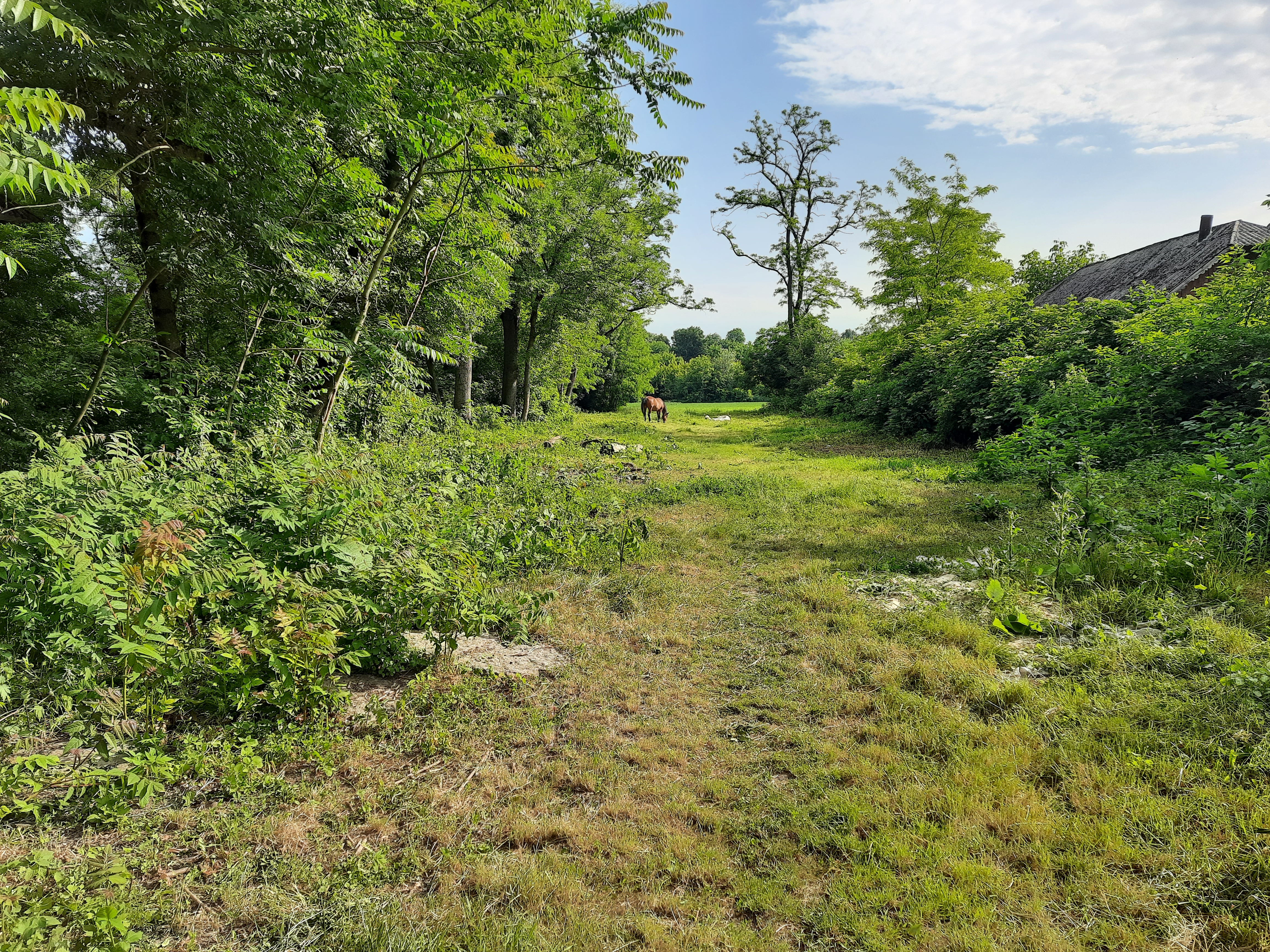
Сільський пейзаж

Чагарі́вка — село в Україні, у Чемеровецькій селищній громаді Кам'янець-Подільського району Хмельницької області.

## Назва
Можливо сучасна назва села походить від місцевості, що заросла кущами і чагарниками, на місці вирубаного колись лісу.

## Географія
Село розташоване за 50 км автодорогами від Кам'янця-Подільського та за 12 км від Чемерівців, на подільській височині.

### Клімат
Чагарівка знаходяться в межах вологого континентального клімату із теплим літом.

## Історія
Орієнтовно час заснування села — перша половина XIX століття. Хоча деякі історики стверджують, що воно було засновано раніше, в XVIII століття. Перші надгробки на сільському цвинтарі датуються 1860—1880 роками. 
За свідченнями жителів села, село було заселено кріпаками, які належали одному пану, що було досить поширено в ті часи. Й до наших часів збереглась панська хата, яка в даний час використовується як складське приміщення. Основним нагадуванням кріпаччини залишився сад, названий «Панським». В своєму першопочатковому вигляді він займав територію майже 10 гектарів і налічував близько 50 різноманітних видів плодових дерев: сливи, яблуні, груші, горіхи. Сад неодноразово викорчовувався. В середині XX ст. площа саду була зменшена до 3,7 гектарів, а на початку XXI ст. до 2,2. Перше зменшення площі було мотивовано необхідністю збільшення площі пасовищ. Друге зменшення не мало очевидного підґрунтя. Скоріше все це було зроблено з метою уникнення сплати податків, який обіцяли ввести, або просто для того, щоб селяни не користувались власністю колгоспу безкоштовно.
Селяни були звільнені від кріпосного права в 1861 році. На честь цієї події в багатьох селах Поділля на в'їздах встановлювали пам'ятні фігури, такі збереглись в селах: Нігин, Черче. Ця традиція помаленьку відновлюється, встановлюються статуї Божої Матері чи інші фігури.
1863 року селяни втрачають можливість користуватись рідною мовою, видано таємне розпорядження — Валуєвський циркуляр, що наказував призупинити видання значної частини книг, написаних українською мовою, а згодом доповнено Емським указом.
Внаслідок поразки визвольних змагань на початку XX століття, село надовго окуповане російсько-більшовицькими загарбниками.
Радянська окупація принесла колективізацію та розкуркулення, мешканці села зазнали репресій. Багатьох частинах Поділля відбувались масові селянські повстання, проти радянської влади.
В 1932–1933 селяни села пережили голодомор.
Роки Великого терору 1936-1937 вбито осіб різних національностей і професій, багато людей було виселлено як сім'ї «ворогів народу».
Після завершення Другої світової війни у 1946—1947 роках мешканці села вчергове пережили голод.

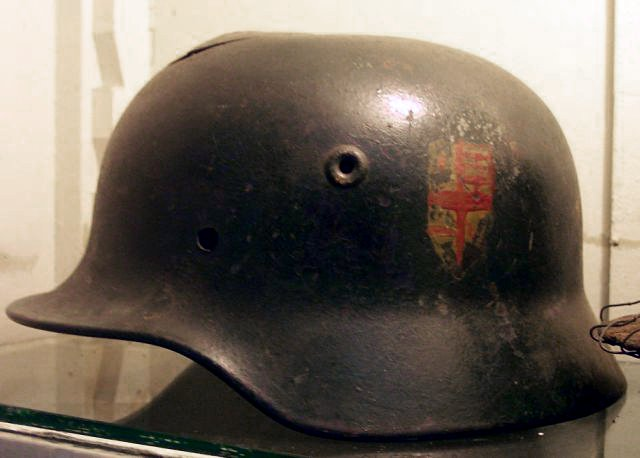
Німецька каска часів 2 СВ

1997—1999 рр. на території села були знайдені німецькі каски, а коли спустили місцеве озеро для його чистки, на дні люди неодноразово знаходили набої, осколки снарядів, гранат та інших вибухових пристроїв. Це свідчить про те, що на території села велись активні бойові дії.
По закінченю війни у 50-х активно почали розвиватись колгоспи, проте село не мало свого власного, тому його землі входили в колгосп села Летава, що знаходиться на відстані 5 км. За радянських часів на території села були збудовані стайні та пасіка. На даний момент стайні знаходяться в аварійному стані. А пасіка активно функціонує, та налічує понад 100 вуликів. Тепер землі й майно колишнього колгоспу належить його теперішньому нащадку, що змінив лише форму господарювання.
З 1991 року в складі незалежної України.
15 вересня 2016 року шляхом об'єднання сільських територіальних громад, село увійшло до складу Чемеровецької селищної громади. Об'єднання в громаду має створити умови для формування ефективної і відповідальної місцевої влади, яка зможе забезпечити комфортне та безпечне середовище для проживання людей.
До адміністративної реформи 19 липня 2020 року село належало до Чемеровецького району, після його ліквідації, увійшло до складу Кам'янець-Подільського району.

## Населення
Населення становить 182 особи на 2001 рік.

### Мова
У селі поширені західноподільська говірка та південноподільська говірка, що відносяться до подільського говору, який належить до південно-західного наріччя.
100 % населення вказало своєю рідною мовою українську мову.

## Природа
Територія села рівнинна. На ній знаходиться плодовий сад площею близько 2,2 га, змішаний ліс площею близько 20 га, та озеро площею близько 2 га. Усю іншу територію окрім садиб займають поля. Кожне поле обнесено лісосмугами в основному широколистних дерев (дуб, клен). Ширина лісосмуг становить у середньому 10 метрів. Цього достатньо для того, щоб в них росли гриби, які характерні для цих широт. Село лежить у межах національного природного парку «Подільські Товтри».

## Сільське господарство
Сільське господарство є єдиним джерелом прибутку в селі. Після розпаду радянського союзу усі жителі села отримали в середньому по 1 га ріллі та по декілька соток, як особисті присадибні ділянки. Паї бере в оренду сільсько-господарське товариство, засноване на основі потужностей колишнього колгоспу. Основною сільськогосподарською культурною, яка вирощується на території села, є ячмінь, який використовується в основному для виробництва пива. Це зумовлено попитом на ячмінь зі сторони Чемеровецького заводу солоду компанії Оболонь. Також, на території села вирощують цукровий буряк, що зумовлено наявністю Кам'янець-Подільського цукрового заводу [Архівовано 6 березня 2016 у Wayback Machine.]. Дуже популярним в останні роки стало заготівля яблук, оскільки в Кам'янець-Подільському побудовані сокові заводи (ТДВ Адамс та ВАТ «Кам'янець-Подільський соковий завод»)

## Інфраструктура
За радянських часів в селі була побудована школа, яка в зв'язку зі зменшенням чисельності населення, не функціонує та знаходиться в аварійному стані. Поряд зі школою існує так званий «Клуб» — в якому проводять різноманітні збори, в тому числі там збирається сільська молодь. Невелику частину клубу орендовано під магазин. Так як це єдина адміністративна будівля села, в ній знаходяться головні комунікаційні прилади компанії УкрТелеком, а також головний електричний щиток. До розпаду радянського союзу в селі існував фельдшерський пункт, але він був закритий в зв'язку зі зменшенням населення.

## Відомі люди

### Уродженці
- Киналь Віталій Валерійович — молодший сержант, військовослужбовець ЗС України. Загинув у боях з російськими окупантами на Миколаївщині. Нагороджений орденом «За мужність» III ступеня (посмертно).
- Степанюк Юлія — художниця, займається художнім ткацтвом, створює 10-15 гобеленів.[7]